# Muzeum rentgenek v Opolí

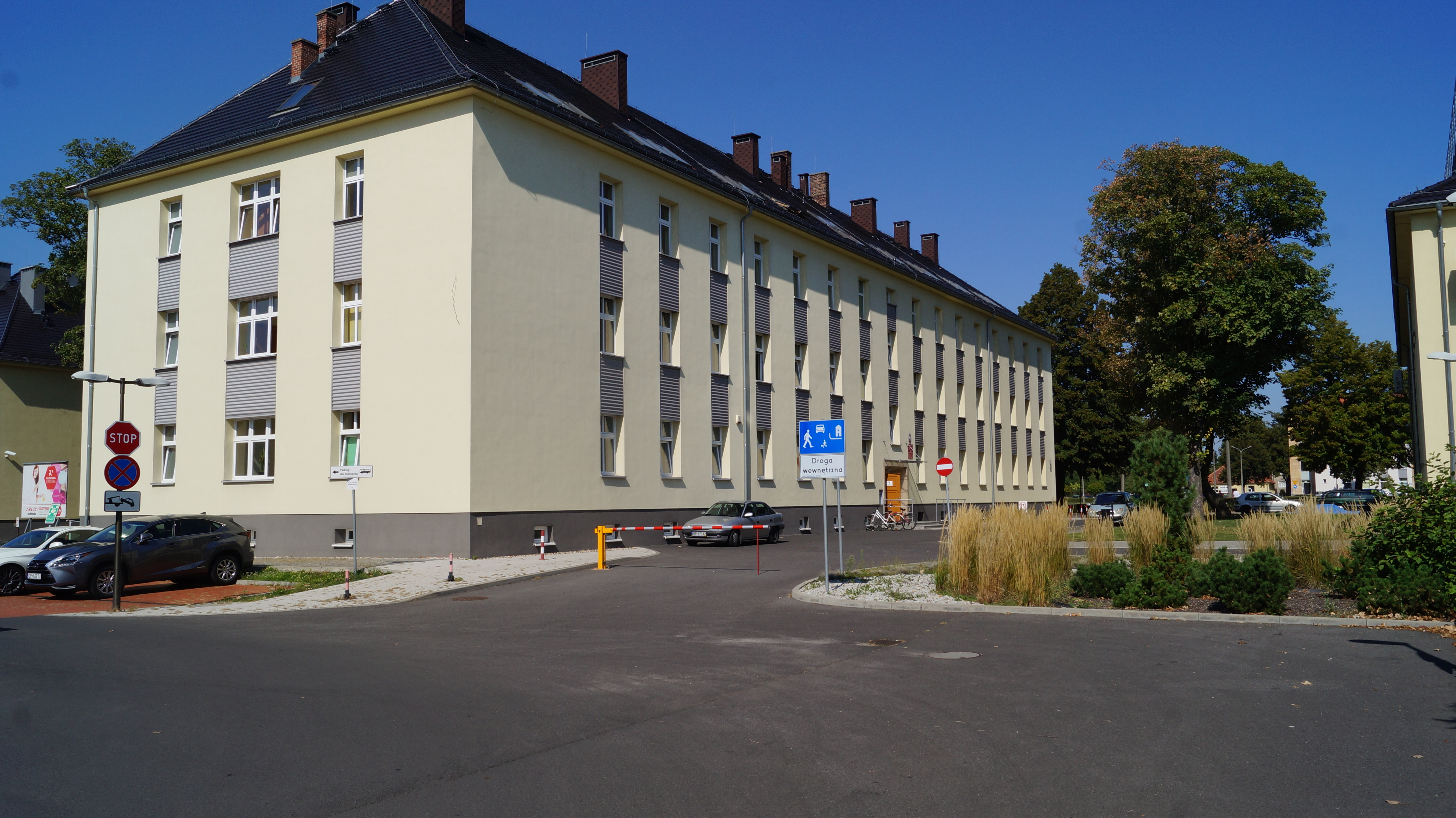
Budova č. 5 polytechniky v Opolí je sídlem muzea rentgenek

Muzeum rentgenek (oficiálně Muzeum Politechniki Opolskiej i lamp rentgenowskich) je součástí opolské polytechniky. Je umístěno v budově č. 5 této polytechniky. Budova je sice u vchodu označena pouze jako sídlo Konfuciova institutu, ale celé její třetí patro je věnováno muzeu rentgenek. Zaujímá tam tři sály o celkové rozloze přes 200 m2.

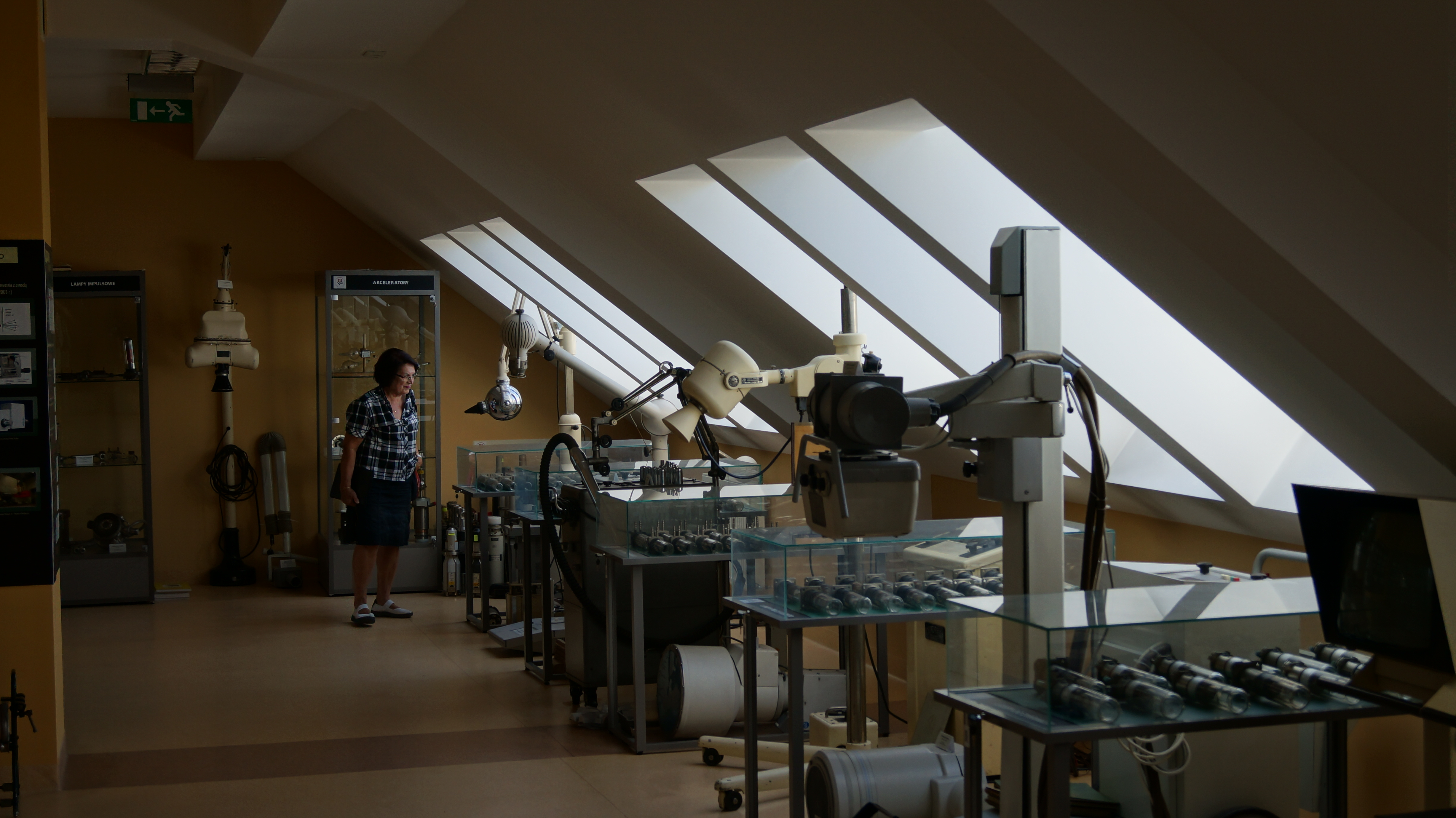
Expozice rentgenek v muzeu

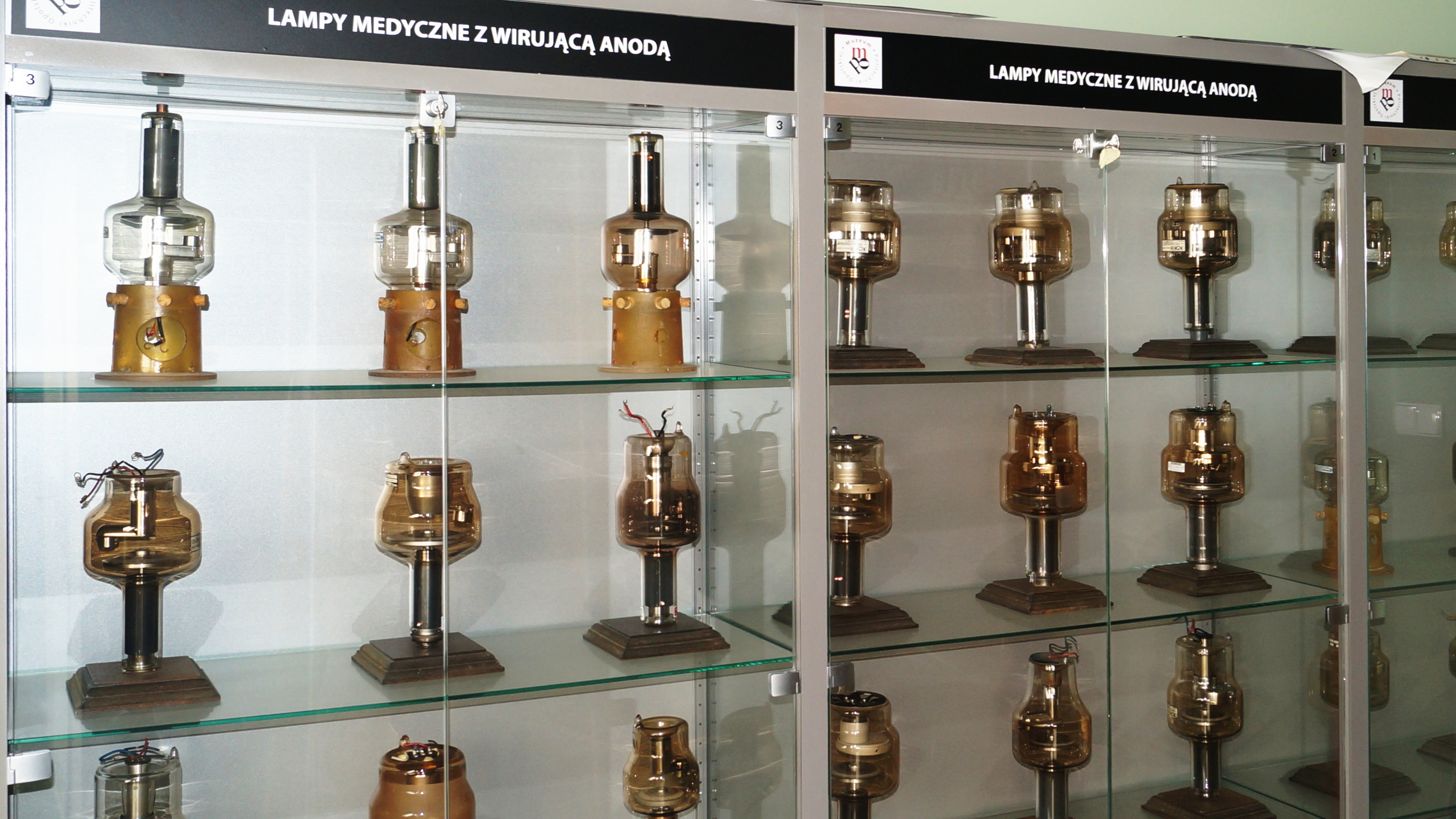
Lékařské rentgenky s rotační anodou

Duchovním otcem muzea rentgenek v Opolí je dr. ing. Grzegorz Jezierski, který se sbíráním rentgenek začal v roce 2005. Zpočátku rentgenky a další komponenty s nimi související skladoval doma ve své vlastní garáži. O dva roky později však počet jeho exponátů přesahoval 300, a tak byla sbírka přemístěna a s podporou tehdejšího rektora bylo v létě roku 2007 muzeum rentgenek otevřeno v prostorách polytechniky v Opolí. Za další čtyři roky počet exponátů překročil 1 000 a podle pracovníků muzea je z tohoto hlediska nejrozsáhlejší sbírkou svého druhu na světě. Taková sbírka vyžaduje rozsáhlé kontakty přesahující hranice Polska. Je nutno řešit i různé legislativní překážky při transportu darů z celého světa (např. některé rentgenky nebo celé rentgenové zářiče mají beryliová okénka, beryllium je však jedovaté) a náklady s tím spojené se mohou pohybovat od stovek až do tisíců amerických dolarů.

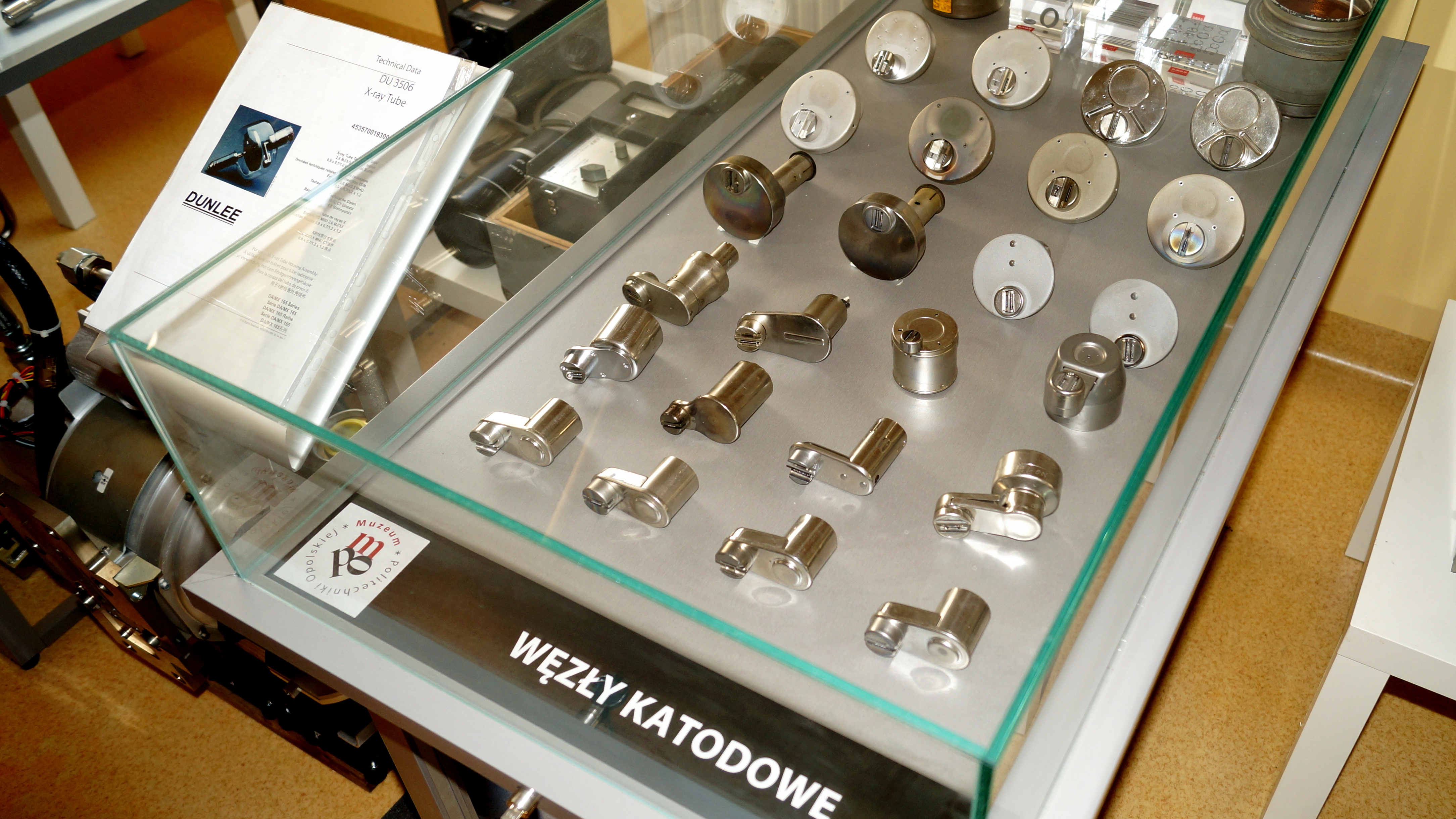
Katodové sestavy

Původní záměr sbírat rentgenky, rentgenové zářiče popř. celé přístroje (rentgeny) se postupně rozrostl tak, že součástí sbírky je dnes prakticky všechno, co s rentgenovým zářením souvisí. Tedy i zaostřovací systémy a detektory rentgenového záření, rentgenové snímací kamery a zesilovače obrazu, anodové a katodové sestavy včetně systémů s rotační anodou, prostředky ochrany před rentgenovým zářením a různá literatura. Kromě lékařských rentgenek jsou vystavena i zařízení pro technické aplikace, jako jsou rentgenová difrakce, fluorescence, defektoskopie.
Mezi zvláštnosti sbírky patří třeba i miniaturní rentgenka o příkonu pouhých 9 W, jakou použili kosmonauti v programu Apollo pro fluorescenční analýzu hornin na Měsíci. Působivé jsou rentgenové fotografie rostlin, zejména květů, živočichů včetně lidí pořízené umělci z Velké Británie, Rakouska a z USA. Návštěvník muzea získá i představu o historii rentgenového záření, a to nejen o významných osobnostech polského původu, ale i o všech nositelích Nobelových cen z oblastí fyziky, chemie a lékařství, které souvisejí s rentgenovým zářením.